# Янгихаёт (станция метро)
Янгихаёт (узб. Yangihayot) — станция Ташкентского метрополитена.
Пущена в эксплуатацию 26 декабря 2020 года в составе третьего участка Чиланзарской линии: «Алмазар» — «Чинор».
Расположена между станциями «Чинор» и «Сергели».

## История
28 марта 2016 года глава администрации Ташкента Рахмонбек Усманов заявил, что столичные власти намерены в ближайшие четыре года достроить оставшийся участок линии метрополитена в Юнусабадском районе, а также приступить к строительству новой наземной ветки в Сергелийском районе.
В ноябре 2016 года начато строительство Сергелийского участка Чиланзарской линии. 26 декабря 2020 года участок ввели в эксплуатацию. Некоторое время после открытия станция носила временное название «4-бекат» (узб. 4-bekat). 9 августа 2023 года, после опросов жителей города, станция официально получило название «Янгихаёт».

## Характаристика
Станция: надземного типа с островной платформой. 
С южной стороны оборудована лифтом для маломобильных пассажиров. 
С северной стороны в основном вестибюле установлен 3-ленточный эскалатор.

## Галерея
- Видео о станции.
- Выход с северной стороны.
- Выход с южной стороны с лифтом.
- Платформа и прибывающий модернизированный электропоезд 81-717/714.